# 豪格海峽
豪格海峽（英語：Hauge Strait），是南極洲的海峽，位於南喬治亞群島，寬6公里，由英國研究隊測量，由英國南極名稱諮詢委員會命名，由英國海外領土管轄。